# ピーター・コリンズ (F1監督)
ピーター・コリンズ（Peter Collins, 1950年8月22日 - ）は、オーストラリア・ニューサウスウェールズ州シドニー出身のレーシングチームマネージャー、交渉人。イギリスのフォーミュラ1チーム、ベネトン・フォーミュラ、チーム・ロータスでチーム監督を務めた。スイス・ヌーシャテル在住。

## 経歴
コリンズは少年時代、1961年にモナコグランプリを描いた映画を見て、強いインパクトを受けたのがレースとの出会いだった。1964年にシドニーにあるウォリックファーム・レースウェイで初めてレースに出場した。そこではメインイベントとしてF1レーサーも出場する「タスマンシリーズ」のレースが開催されており、ジャック・ブラバムが優勝したが、コリンズはジム・クラークの強烈なファンとなった。
1968年、コリンズは高校を中退し、オーストラリアのフェラーリ輸入代理店「スクーデリア・ヴェローチェ」で働きはじめる。このショップはレースにも出場し、オーストラリアで最初のプロのモーターレースチームだった。そこでは雑用係で何でもしていたが、当時F1フェラーリに所属していたニュージランド出身のクリス・エイモンがF1のシーズンオフの期間になると「タスマンシリーズ」に出場するために加入するので、同僚となった時期がある。コリンズに最適ともいえる職場だったが、コリンズの父親が亡くなった為、家族のために夢を一旦あきらめて海運会社の経理の職に就く。その後ニュージーランド航空の航空貨物サービスに転職すると、そこでヨーロッパとオーストラリア間の格安航空券を入手できる境遇になった。以後は多くの職業を経験し、前出のウォリックファーム・レースウェイで広報の仕事などもした。この広報の前任者は、後にウィリアムズF1チームの一員となるピーター・ウィンザーで、彼が1972年にイギリスへジャーナリズムの勉強のため渡欧、コリンズが後任として入った。以後、小さなレーシングチームのマネージャーを依頼される機会もあり、アメリカに飛んでダン・ガーニーのチームを手伝う経験もあった。
アメリカでの仕事からコリンズがオーストラリアに戻ると、ピーター・ウィンザーから電報が届いていた。「チーム・ロータスがチームマネージャー候補生を募っている」と情報を知らせてくれた。コリンズはそこに記されていた電話番号に掛けると、ロータスの総帥であるコーリン・チャップマンと直接電話面接になったが、ここでは不合格となる。これを機に決意を強固にし、F1で働くという夢を追う決意をした。コリンズはこの時新婚だったが、家財道具を売り払い、渡欧資金を作って新妻と共にイギリスに渡った。コリンズはイギリスのロン・トーラナックのファクトリーで働いた。

### ロータス時代(第1期)
1978年12月、ロータスから「まだチームマネージャーになる意欲はあるか？」と電話がかかって来た。コリンズの答えは即決だった。ロータスのボスであるコーリン・チャップマンと実際に何度か会い、彼に好印象を与えるとロータスで働く一員として認められた。ロータスではチャップマンから一流レーサーと共にチームを作っていく手法を学ぶが、1980年からナイジェル・マンセルの起用を勧めたコリンズと、起用した結果、チャップマンの期待よりマンセルの成長に時間がかかったことで、コリンズは激情家のチャップマンと仲違いし、ロータスから離脱して1981年にドイツのATSに移籍することになった。

### ATS / ウィリアムズ時代
ATSで1年間チームを指揮し、1982年開幕前、ウィリアムズF1のチームマネージャーだったジェフ・ヘーゼルの後任としてウィリアムズに移籍。ウィリアムズではマネージャー職ではあったが、オーナーであり現場で檄を飛ばすフランク・ウィリアムズの影響力が絶大であり、コリンズの意向で何かを変えられる立場では無かった。

### ベネトン時代
1985年オフにトールマンに移籍すると、チームはベネトンに買収されベネトン・フォーミュラとなった。コリンズは全体を統括するチームマネージャーに就任。まずはBMWターボエンジンを得る交渉を成功させ、BMWの秘蔵っ子としてアロウズ・BMWに乗っていたゲルハルト・ベルガーの獲得にも成功。1986年のベネトンF1初年度にテオ・ファビによりポールポジションとファステストラップを獲得し、メキシコGPではベルガーにタイヤ無交換作戦を託しベルガーとベネトン双方にとってのF1初優勝を挙げるなど成功を収めた。コリンズはベルガーをチームに残したかったが、急成長を示したベルガーにはエンツォ・フェラーリやロン・デニスからも獲得希望のオファーが届き、コリンズはベルガーの引き止めには失敗。彼はスクーデリア・フェラーリへと去って行った。コリンズはその穴を埋めるためにベルガーとアロウズで同僚だったティエリー・ブーツェンを獲得する。
1987年からベネトン・フォーミュラはフォードと契約し、フォードからワークス待遇でエンジンが供給されるパートナーシップが始まった。コリンズはオーナーのルチアーノ・ベネトンからの信頼も厚く、アレッサンドロ・ナニーニやジョニー・ハーバートの抜擢などドライバー人事もコリンズの意向で決められていたが、1988年からフォードの発言力が徐々にチーム内で大きくなる。同年終盤にはベネトン社のアメリカでの出店増加に貢献し社内での評価が高かったフラビオ・ブリアトーレがベネトン・フォーミュラに異動し広報部門トップに就任するなど、チーム内でのコリンズの影響力に変化の兆しが出始める。
1989年、コリンズはフォードのモータースポーツ部門トップであるミヒャエル・クラネフスと対立。クラネフス主導でコリンズ派の新人ハーバートは一時休養という名目でシートをイタリア人エマニュエル・ピロに取って替えられ、コリンズは7月にベネトンを辞職した。

### ロータス時代(第2期)
1990年8月、ピーター・ライトと共に、前年夏のピーター・ウォー退任以来チーム首脳陣に混乱が続き成績が下降したキャメル・チーム・ロータスに加入。9年ぶりのチーム復帰であり、コリンズはまずコンサルタントの肩書で復帰した。まず、以前から能力を買っているハーバートをロータスのテスト・リザーブドライバーとして契約する。レースドライバーはデレック・ワーウィックと新人マーティン・ドネリーだったが、第14戦スペインGP予選でドネリーがマシントラブルに起因する大クラッシュに遭いドライバー生命を絶たれる重傷を負う。同年限りでキャメル（R.J.レイノルズ・タバコ・カンパニー）からのスポンサードも失い、ワーウィックもチームを見限りWSCのシルクカット・ジャガー（TWR）へと移籍を決める。同年末から1991年1月にかけて主要エンジニアとスタッフもほとんどが退職。エンジン契約も無くマシンデザイナーも不在と、明るい材料は無くチーム存続危機に陥る。
この冬の期間に、コリンズはロータスのチーム・マネージャーとなった。そしてミカ・ハッキネンのマネージャーであるケケ・ロズベルグと接触を持つ。コリンズは1989年にイギリスF3を視察した際にハッキネンの走りを見て気に入っており、ロズベルグとはウィリアムズで4年共に過ごした旧知の関係である。ロズベルグは1990年F3チャンピオンとなったハッキネンをF3000へ経由させず、F1デビューさせるための空席をロータスに見出し、ハッキネンのシートをロータスに求める見返りとして、ロズベルグ旧知の主要スタッフを送り込むなど、ロータス再建のための協力をしてくれた。エンジンも非力ではあったがジャッドV8との契約に成功し、元フェラーリの開発エンジニアエンリケ・スカラブローニの獲得に成功。ドライバーはハッキネンとジュリアン・ベイリーのコンビで1991年参戦にこぎ着けた。新型マシンを作る力はなかったが、コリンズはF1ブームに沸く日本に活路を求め、頻繁に来日して小・中規模のスポンサーとしてタミヤ模型、ニチブツ、コマツなど日本企業の協賛を獲得し底を脱出する。102Bは非力だったが、第3戦サンマリノGPでは雨天を味方につけダブル入賞を果たし貴重な3ポイントを獲得。コリンズはワークスエンジン獲得を目指し、日本のいすゞ自動車製のF1用V12エンジンであるいすゞ・P799WEを搭載したマシン・102Cを製作し、シルバーストンでテスト走行を実現させるなどチーム強化に動き、いすゞエンジンはテスト走行のみで実戦参加の意図がいすゞ側に無かったため、翌年に向けてカスタマー仕様のフォードHBエンジンを獲得、マーチを離脱したマシンデザイナーのクリス・マーフィーを加入させる。
1992年、新たに日立製作所と塩野義製薬を新スポンサーとして獲得できたが、膨大な予算を要するアクティブサスペンション開発に力を入れていく方針が悪手となった。マーフィーが手掛けたロータス・107はハッキネンとハーバートのコンビによってチーム予算からするとチーム力以上の速さも見せたが、予算が潤沢ではないことは完走率の低さとなって現れていた。ハッキネンは上位チームから狙われ、9月のイタリアGP会場で一度は1993年のロータス残留が発表されたが、最強のチャンピオンマシンを持つフランク・ウィリアムズはコリンズに何度もハッキネンの契約譲渡を持ち掛けた。結果的にハッキネンはロン・デニスがマクラーレンに引き抜いて行き、コリンズはその後任にアレッサンドロ・ザナルディと契約する。
1993年からハーバートとザナルディのコンビとなったが、この年実戦投入したアクティブ・サスペンションに年間予算の大半を使う事となり、この事は翌年に悪影響となって現れる。ハーバートが3度の4位入賞など力走し、ザナルディも時に速さを見せたがアクティブサスの熟成作業とセッティングに終始苦労し続けるうちにシーズンが終了した。
1994年は2年契約が終了したカストロールによるタイトルスポンサーを失い、資金は前年より苦しくなった。ニューマシン開発にも支障をきたし足掛け3シーズン目の使用となる107Cを7月まで使い、エンジンは前年までのフォードV8に代わり無限ホンダ・MF351Hエンジンの獲得に成功していたが、これは1991年にティレルが使用したエンジンであり進化の早いF1の世界ではその重量はかなり重く、ポイント獲得が出来ず苦戦。ニューマシン109とニューエンジンMF351HDが出揃った第12戦イタリアGPでハーバートが予選4位を記録したのがコリンズ・ロータス最後の輝きであった。シーズンも終盤になると参戦を継続するために裁判所へ破産申請を出し、イギリス高等法院の財産管理下に入った。コリンズはハーバートが本格復帰した1991年に5年の長期契約を結んであり、彼の上位チームへの移籍（同年春にマクラーレンが獲得を画策）を拒んできていたが、負債返済のため第14戦ヨーロッパGP直前に管財人がロータスにとって最も高価な財産であるハーバートの契約をベネトンのブリアトーレに売却。ついにハーバートを失ったコリンズは、以後ペイ・ドライバーと日本GPでミカ・サロをF1デビューさせて急場を凌ぐが、奮闘も実らず11月に会社更生法の適用が発表され、同年限りでロータスはファクトリーを閉鎖。F1から姿を消すこととなった。
コリンズはF1の現場から去り、レーシングカートの業界に進む。新しくヤングドライバーを助けるプロモートとマネージメントをしたいと考えた。
2000年代以後はスイスを拠点としてモータースポーツのチームマネージメントの最適化コンサルタント業務を行うALLINSPORT社を興し代表を務める。レーシングドライバーのマネージメント業務も携わり、ジョルジョ・パンターノ、キミ・ライコネン、ヴィタントニオ・リウッツィのF1ステップアップに主要な役割を担った。フォーミュラ・BMWのコンサルトも務めた。